# 에올

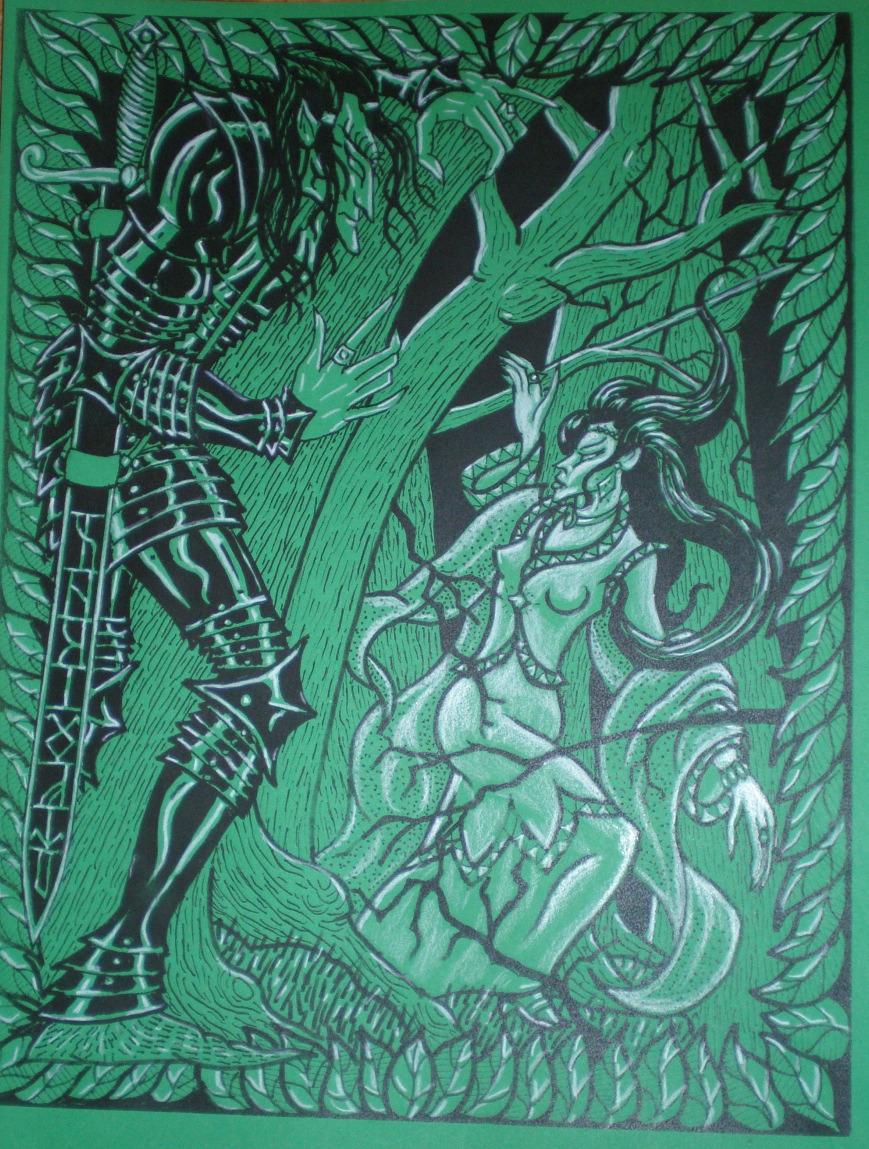

에올은 《실마릴리온》의 등장인물이다. 벨레리안드의 요정으로, 놀도르 왕녀 아레델의 남편이자 마이글린의 부친이다. 그의 생애는 아레델, 마이글린의 생애와 연관된 부분이 많이 있다.

## 아레델과 조우, 추적 이전
아레델은 투르곤의 왕국 곤돌린의 법에 따라 외부로 나가는 것에 제약을 받았는데 그녀는 그러한 법에 불만을 가졌다. 친족을 만난다는 명분으로 이례적인 외출이 이루어졌지만, 핑곤을 만나러 가는 일은 어디까지나 밖으로 나갈 목적으로 말한 변명이었기에, 친족 대신 정말로 만나고자 했던 친밀한 관계의 켈레고름, 쿠루핀과 만나기 위해 원래 목적지가 아닌 동쪽 방향으로 이동했다. 그러나 험한 길을 지나면서 그녀의 수행원과 떨어져 홀로 숲에서 길을 잃게 되었다.
아레델이 길을 잃은 그 숲은 에올과 아레델이 처음 만난 곳이며, 에올은 놀도르를 부정적으로 생각함에도 불구하고 그녀에게 사랑을 느껴 숲에 마법을 걸어 아레델을 자신의 거처로 당도하게 했던 것이다. 후에 둘은 혼인하고 아들 마이글린까지 얻게 된다.

## 곤돌린으로 향한 아레델과 아들, 추격과 최후
투르곤처럼 숲 외부로 떠남을 허락하지 않는 에올 몰래 아레델은 아들과 함께 돌아가야 하는 곳 곤돌린으로 귀환했다. 거기서 환영을 받았으나, 곧 추적한 에올이 곤돌린에서 따라잡는다. 외부인인 그에게 투르곤은 곤돌린에 거주하거나 혹은 사살되는 선택권을 부여한다.
아들 마이글린의 소유권을 주장하며 땅을 떠나길 원했으나 거부되자 난동을 부리다 아들을 살해하고자 검을 던졌으나 부인 아레델이 대신 맞아 그녀가 살해되어 다음날 사형당했다.

## 기타
최후에 아들에게 자신처럼 죽을 것이라고 저주한다. 이후 마이글린은 곤돌린의 몰락 때 투오르에게 죽임을 당한다.
자신의 배우자를 죽인 점, 나르고스론드에서 에올처럼 켈레고름, 쿠루핀도 사형될 위기를 겪은 점처럼 곤돌린과 나르고스론드 두 나라의 최후에 공통점, 차이점이 제시된다.